# Chrístos Miliónis
Chrístos Miliónis, en grec moderne : Χρήστος Μηλιώνης, est un klephte qui a vécu pendant la période de la Grèce ottomane.

## Biographie
Chrístos Miliónis est né à Prévéza, sans doute dans les années 1720. Selon les récits recueillis par  Andréas Karkavítsas (el), Chrístos Miliónis est un jeune klephte appartenant à la troupe (daïfa, en grec moderne : νταϊφά) du kapétan Stamatákis Asfakianós Koutroúkis. Après une dispute avec son kapétan, il quitte le groupe et fonde sa propre bande. Les klephtes et les armatoles avaient souvent leur propre sceau. Celui de Miliónis, retrouvé à Ithaque, porte un oiseau en haut, au milieu son nom et en bas la date de 1744, date de la création de sa troupe et de sa nomination comme armatole à Xirómero. Le sceau est conservé au musée national archéologique d'Athènes. Aléxandros Papadiamántis situe vers 1747 l'établissement de l'armatolat de l'Acharnanie, dans son roman Chrístos Miliónis. 
Miliónis prend part à la révolte contre les turcs, qui éclate dans la région du Parnasse et de la Doride en 1750. Il s'enfuit avec ses hommes, après le conflit qui a lieu à Lidoriki près du golfe Ambracique et, en 1753, il se met au service des turcs comme armatole.

## Enlèvement du cadi d'Arta par Miliónis
Le cadi d'Arta, Ibrahim Effendi, se rend à Corinthe avec deux de ses hommes, et prend le bateau pour aller jusqu'à Patras. Mais à cause de la direction du vent, il aboutit au port de Belíbey dans le golfe Ambracique et s'installe provisoirement dans une maison appartenant au métropolite d'Arta. Là Miliónis lui rend visite par surprise avec ses hommes, ce qui effraye le cadi. Comme ils l'avaient rassuré, le cadi repart le lendemain dans son bateau, mais celui-ci est capturé par Miliónis. Le cadi est conduit dans le village d'Agiá près de Parga. Les turcs réagissent immédiatement en envoyant le bouloukbachi Hussein Bisbiki en compagnie de quelques notables à Xirómero et demandent l'aide des vénitiens. Miliónis réclame 1 000 sequins de rançon pour libérer ses otages, en même temps que son rétablissement en tant qu'armatole de Xirómero. Les turcs lui proposent, en retour, 300 sequins et sa nomination. Ils se mettent d'accord. Quand Milionis arrive à Preveza, il se ravise pour une raison inconnue et augmente le prix de la libération de ses captifs, le portant à 560 sequins. Finalement les vénitiens interviennent pour faire admettre aux turcs de donner à Milionis la somme demandée.

## Mort de Miliónis
Les conditions dans lesquelles Miliónis est tué sont confuses. C'est dans la correspondance entre les officiers turcs de la région de Xirómero que se trouvent des renseignements sur les projets des autorités turques, afin d'anéantir tous les kapétans insoumis. Ainsi sous le prétexte de parler de l'armatolat de Xirómero, Miliónis provoque une rencontre avec Mouktar Kleisoúra, son ami Souleïmán et le kodjabashis (el) Mavrommáti à Armyró dans le Valtós. Il n'accepte pas la proposition de se soumettre aux turcs pour obtenir l'armatolat de Xirómero, et finalement il est tué. 

## Le nom Miliónis
Le nom de famille Miliónis vient du fusil à très long canon qu'utilisait ce klephte.

## Sources
- (el) Cet article est partiellement ou en totalité issu de l’article de Wikipédia en grec moderne intitulé « Χρήστος Μηλιώνης » (voir la liste des auteurs).
- (de) Mittheilungen aus der Geschichte und Dichtung der Neu-Griechen. Zweiter Band. Coblenz: Jacob Hölscher. 1825
- (el) Παπαρριγοπούλος, Ιστορία του ελληνικού έθνους, vol. 5, t. 2, p. 137.